# Библиотека для чтения
«Библиоте́ка для чте́ния» (рус. дореф. Библіотека для чтенія) — ежемесячный русский журнал универсального содержания, выходивший в Санкт-Петербурге в 1834—1865 годах; первый многотиражный журнал в России.

## История
Журнал основал издатель и книготорговец А. Ф. Смирдин. Редактором журнала был приглашён профессор Санкт-Петербургского университета и литератор О. И. Сенковский, которому было назначено необычно большое для того времени жалованье в 15 тысяч рублей (не считая платы за сотрудничество). Разделение функций между издателем и редактором было новшеством в русской журналистике. Смирдин также впервые в русской печати ввёл твёрдый авторский гонорар — 200 рублей за лист, для знаменитых писателей — до 1000 рублей и выше. На титульном листе печатался список из около шестидесяти авторов, чьи учёные и литературные труды предполагалось помещать в журнале. За согласие известных писателей указать своё имя в списке сотрудников Смирдин также платил.
«Журнал словесности, наук, художеств, промышленности, новостей и мод» выходил с исключительной точностью 1 числа каждого месяца. Каждая книжка была объёмом 25—30 печатных листов. Постоянными отделами были «Русская словесность», «Иностранная словесность», «Науки и художества», «Промышленность и сельское хозяйство», «Критика», «Литературная летопись», «Смесь»; каждый номер содержал также описание модных туалетов с картинкой мод.
Во второй год издания у журнала насчитывалось пять тысяч подписчиков, два года спустя их число выросло до семи тысяч человек. Большой тираж позволял удерживать сравнительно невысокую подписную плату — 50 рублей за год.
В 1834—1835 годах соредактором журнала был Н. И. Греч. Среди авторов были И. Т. Калашников, поместивший в журнале повесть «Жизнь крестьянки» (1835 год, т. 13), А. И. Иваницкий («Неразменный червонец»); регулярно печатались стихотворения А. В. Тимофеева. С ростом влияния журнала «Отечественные записки» А. А. Краевского и с изменением ситуации в русском обществе и журналистике в 1840-е годы журнал начал терять популярность. Число подписчиков в 1847 году упало до трёх тысяч. Смирдин к этому времени разорился и в 1848 году передал журнал книгопродавцу В. П. Печаткину. Печаткин пригласил в соредакторы А. В. Старчевского.
В 1848—1854 годах в журнале печатались повести Е. Н. Ахматовой «Замосковская летопись о наших женских делах и других», «Мачеха», «Кандидатки на звание старых дев», «Современный рассказ», а также произведения А. Я. Марченко.
В 1856 году Сенковский был отстранён от редактирования. Редактором журнала стал на недолгое время приглашённый в конце 1856 года А. В. Дружинин. В конце 1857 года в состав редакции вошёл А. Ф. Писемский. Вскоре он стал соредактором Дружинина. После того, как Дружинин из-за болезни оставил должность редактора, Писемский с ноября 1860 года стал единоличным редактором.
В 1862—1864 годах в журнале участвовал историк и публицист Н. Я. Аристов, юрист М. М. Михайлов, мемуарист А. М. Фатеев, в 1863 году в двух номерах печатался очерк П. Н. Горского «Бездольный».
С 1863 года редактором был П. Д. Боборыкин. С 1865 года издателями-редакторами стали П. Д. Боборыкин и Н. Н. Воскобойников. В апреле 1865 года журнал прекратился.